# La Source des femmes
Pour plus de détails, voir Fiche technique et Distribution.
La Source des femmes est un film belgo-italo-français réalisé par Radu Mihaileanu,. Cette comédie dramatique a fait partie de la sélection du festival de Cannes 2011.

## Synopsis
Leila est témoin de la chute d'une jeune femme enceinte qui fait une fausse couche en revenant de la source, loin dans la montagne. Cet évènement la fait réfléchir à la condition des femmes et Leila s'évertuera dès lors à persuader les autres femmes du village qu’il incombe aux hommes inoccupés de faire enfin venir l’eau jusqu’au village. Pour arriver à leurs fins, les femmes décident de faire la grève de l'amour.
La venue des touristes occidentaux et la présence d’une administration lourde et corrompue sont également illustrées dans le film.

## Fiche technique
Sauf mention contraire, cette fiche technique est établie à partir d'IMDb.
- Titre français : La Source des femmes
- Titre international : The Source
- Réalisation : Radu Mihaileanu
- Scénario : Radu Mihaileanu, Alain-Michel Blanc
- Direction artistique : Saskia Verreycken
- Décors : Christian Nicolescu
- Costumes : Viorica Petrovici
- Photographie : Glynn Speeckaert
- Dialogue : Radu Mihaileanu
- Musique : Armand Amar
- Montage : Ludo Troch
- Production : Luc Besson, Denis Carot, Gaetan David, Souad Lamriki, Pierre-Ange Le Pogam, André Logie, Marie Masmonteil,Radu Mihaileanu
- Sociétés de production[5] : Elzévir Films, Oï Oï Oï Productions, EuropaCorp, France 3 Cinéma, Compagnie Cinématographique Européenne, Panache Productions, Radio Télévision Belge Francophone
- Société de distribution : EuropaCorp Distribution (France)
- Budget de production : 7,99 millions d'euros
- Pays d'origine :  Belgique,  France,  Italie
- Langue : arabe
- Format[6] : couleur - 1.85 : 1 Son DTS Dolby Digital SDDS
- Genre : comédie dramatique
- Durée : 135 minutes
- Dates de sorties en salles[7] : 
  -  Belgique 9 novembre 2011
  -  France 2 novembre 2011
  -  Italie 9 mars 2012 ·

## Distribution
- Leïla Bekhti : Leila[8],[9],[10]
- Hafsia Herzi : Loubna / Esmeralda
- Biyouna : Vieux fusil
- Hiam Abbass : Fatima
- Saleh Bakri : Sami
- Malek Akhmiss : Sofiane
- Sabrina Ouazani : Rachida
- Zineb Ennajem : Aïcha
- Karim Leklou : Karim
- Mohammed Majd : Hussein
- Mohamed Tsouli : l'imam
- Omar Azzouzi : le cheikh
- Amal Chakir : Khadija
- Amina Boussaif : Nawale
- Nadia Zaoui : Yasmina
- Farida Bouaazaoui : Karima
- Amal Atrach : Hasna
- Majida Benkirane : Malika
- Mohamed Khouyi : Jalil
- Mohamed Yazidi : le colporteur
- Amine Sabir : (voix additionnelles)

## Caractères des personnages
Le personnage principal est paradoxalement la musique et les chants en darija, dialecte utilisé par la population maghrébine. Les scènes où les femmes progressent dans leurs revendications sont la plupart rythmées par leurs chants.
- Leila, originaire du sud, est toujours considérée comme étrangère au village et lance l'idée d'une grève du sexe.
- Loubna, sœur cadette de Sami et folle d'une série mexicaine à laquelle elle doit le surnom d’Esméralda, est déçue par un amour qui lui échappe et finit par choisir de quitter le village et de devenir à son tour une étrangère.
- Rachida, elle, n'attend qu'une chose : que la grève se termine !
- Vieux fusil — femme autoritaire à la voix grave qui n'a pas sa langue dans sa poche et réplique aussi vite que l'on dégaine une arme  — seconde Leila depuis le lancement de la grève du sexe et fédère les femmes du village autour de Leila.
- Sami, mari de Leila et instituteur du village, rêve d'un accès à l'éducation pour tous et prône l'entente dans le village entre tous.
- Hussein, père de Sami et de Loubna, aime aussi bien son fils que Leila, sa belle-fille, dont il admire le courage. Il est conscient du conflit qui habite la communauté villageoise et désire y mettre un terme.
- Fatima, au contraire de son mari Hussein, déteste Leila. On apprend vers la fin du film qu'elle a été mariée à 13 ans à Hussein, qui n'était pas l'homme qu'elle aimait, et a eu son premier fils à 14 ans.
- Karim, l'ami de Sami lui avouera en pleurant qu'il voulait devenir écrivain mais que son père lui a interdit de poursuivre sa scolarité, tant ses résultats étaient inférieurs à ceux de Sami, le premier de la classe.
- L'imam, pour sa part, découvre qu'il y a plusieurs lectures possibles du Coran.

## Thèmes du film
Si, au départ, le thème traite de la condition féminine dans un village montagnard, d'autres thèmes sont abordés comme :
- les mariages arrangés, surtout pour les très jeunes filles, la virginité avant le mariage (Leila s’est fait « recoudre »), la répudiation et la contraception ;
- la violence conjugale, y compris le viol par le mari ;
- l'extrémisme musulman, la montée du fondamentalisme religieux, l'interprétation du Coran et le port du hijab (le voile) ;
- l'accès à l'eau et les conséquences de son manque sur la biodiversité ;
- la scolarisation et l'éducation.

## Localisation du film
Au début du film, un carton indique que c'est un conte dont l’histoire se situe « quelque part entre l’Afrique du Nord et le Moyen-Orient ».
Le film est tourné à Warialt, un village marocain berbère situé dans la vallée de l'Ourika, près de la petite ville de Ouarialt (où se situe la scène finale du film), au sud de Marrakech et à proximité de Moulay Brahim.

## Sources d'inspiration
- La révolte des femmes d’un petit village de Turquie qui, pour obtenir l'arrivée de l'eau courante dans leur village, ont employé la même technique de la grève du sexe[13],[14].
- Lysistrata d'Aristophane, une comédie grecque antique où une femme appelle à la grève du sexe pour faire cesser la guerre entre Athènes et Sparte.

## Le tournage
Le réalisateur, Radu Mihaileanu, a dirigé sans trop de difficulté nombre d'acteurs qui parlaient l'arabe, langue qu'il ne parle pas. De même, les acteurs originaires de plusieurs régions différentes ne parlaient pas tous l'arabe mais aussi le berbère (ensemble de langues utilisées au Maghreb avant l'arrivée des Arabes)[pas clair].

### Sources et bibliographie
- Radu Mihaileanu, La Source des femmes, Collection Beaux livres voyage, 2011, 350 p.  (ISBN 978-2723485982)